# Arany-lik
Az Arany-lik (románul: Avenul Groapa de Aur, németül: Goldloch) egy zsomboly a Keresztényhavas fő vonulatának nyugati részében, az úgynevezett Muchia din Groapa Lungă mellékgerincen, a romániai Barcarozsnyó területén. Mélysége 29 méter.

## Leírása
A barlangrendszer teljes hossza 31 méter, függőleges kiterjedése 29 méter, a bejárat tengerszint feletti magassága 1041 méter. Viszonylag fiatal barlang; a Keresztényhavas mészkőrétegében alakult ki, miután az esővíz kitágított egy két repedésből álló rendszert.
Bejárata keskeny, azonban közvetlenül alatta kiszélesedik. A zsombolynak két része különböztethető meg: a 0 és -14,5 méter közötti hasadék függőleges, keresztmetszete KDK-NyÉNy irányban megnyúlt. Az ezalatti, alsó rész tengelye 15 fokos szöget zár be a függőlegessel, a keresztmetszet iránya kelet-nyugat. A barlang mélyén korhadt fatörzsek és levelek találhatóak, melyek foszfortartalmuknak köszönhetően fluoreszkálnak (innen a barlang elnevezése is).
Legkönnyebben Brassópojána irányából érhető el, ahonnan piros ponttal jelzett, 5,5 kilométeres, vadregényes de viszonylag könnyű túraösvény vezet. Megközelíthető Cheișoara üdülőtelep irányából is (1,5 km), azonban ez az út sokkal nagyobb erőnlétet és jártasságot igényel. A barlang közeléből kiváló kilátás nyílik a Királykő, a Bucsecs, és a Keresztényhavas Kőkapui irányába.

## Feltárása
1912-ben fedezte fel Franz Podek, a Barcasági Szász Múzeum őre. 1916–1918 között leírást készített róla, azonban a háború miatt ez csak 1925-ben jelent meg. 1937-ben Alfred Prox feltárta és feltérképezte; mélységeként 33 métert adott meg. 1975-ben a bukaresti Emil Racoviță barlangászegyesület csapata végzett pontos feltárásokat és méréseket. 2012-ben az Avenul barlangászegyesület tagjai megtisztították a zsombolyt, a turistaút és a bejárat között pedig védőkorlátot helyeztek el.

## Képek

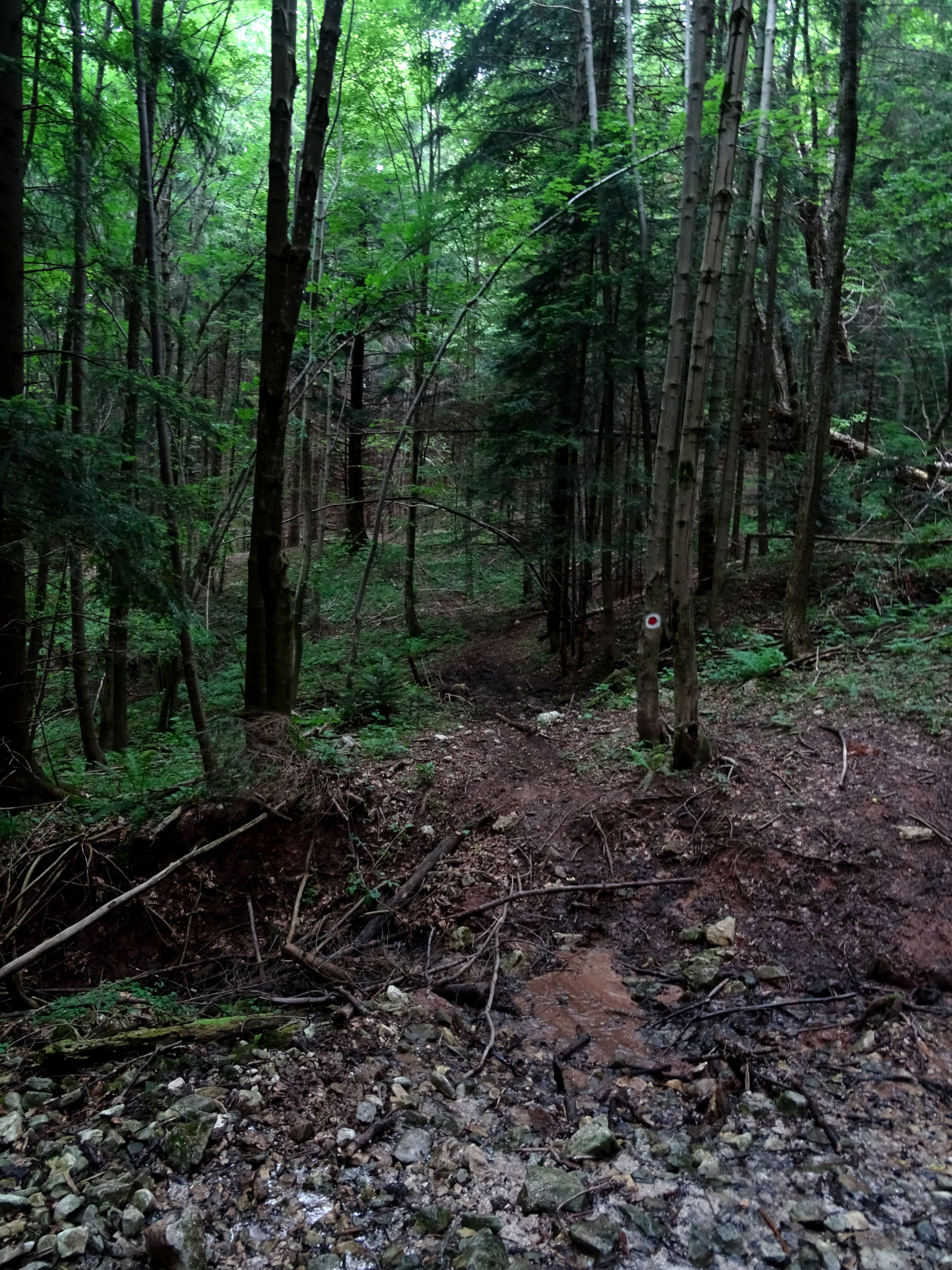
Vad túraösvény
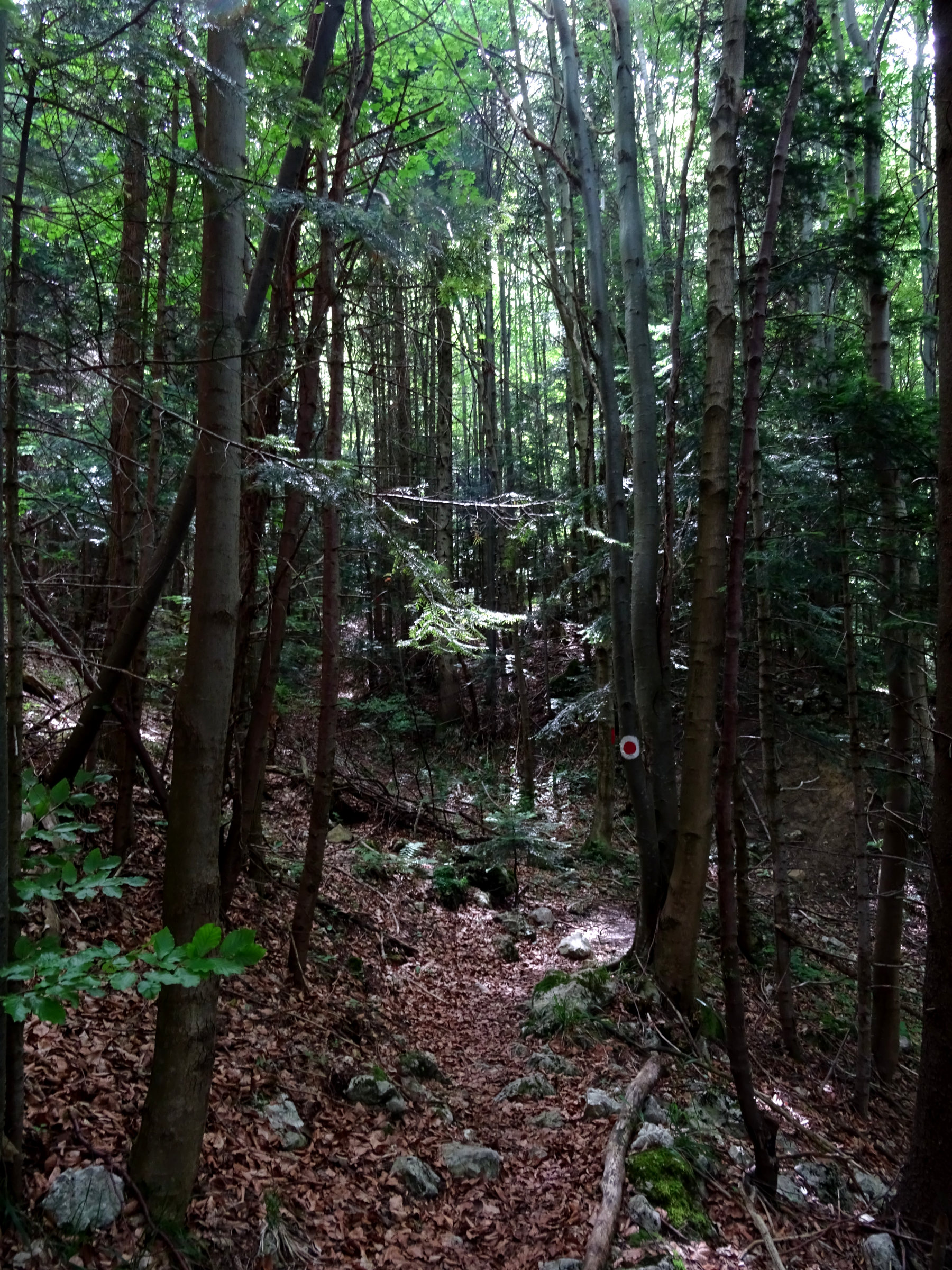
Itt még a medve se jár
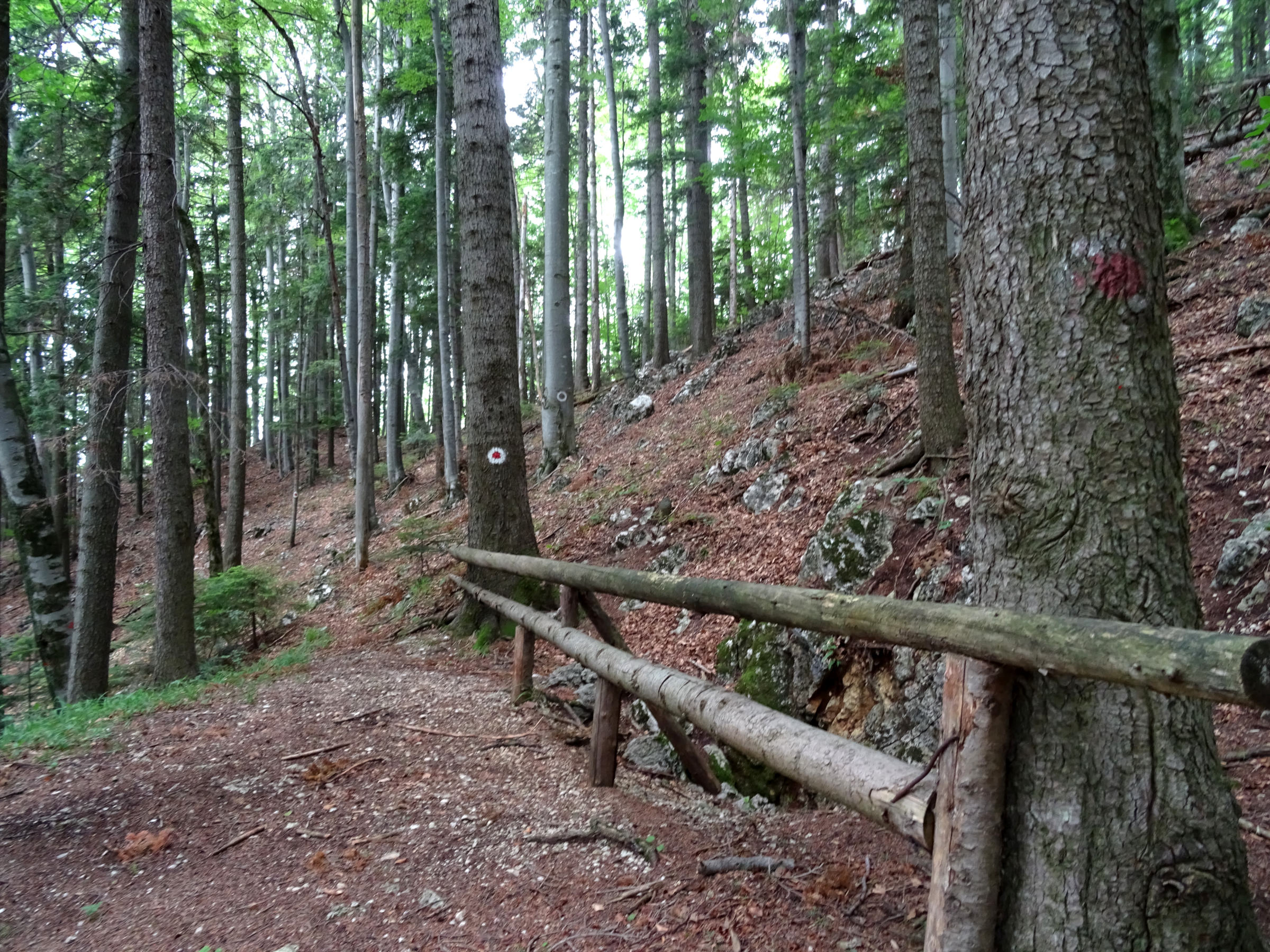
Az Arany-lik az ösvény jobb oldalán
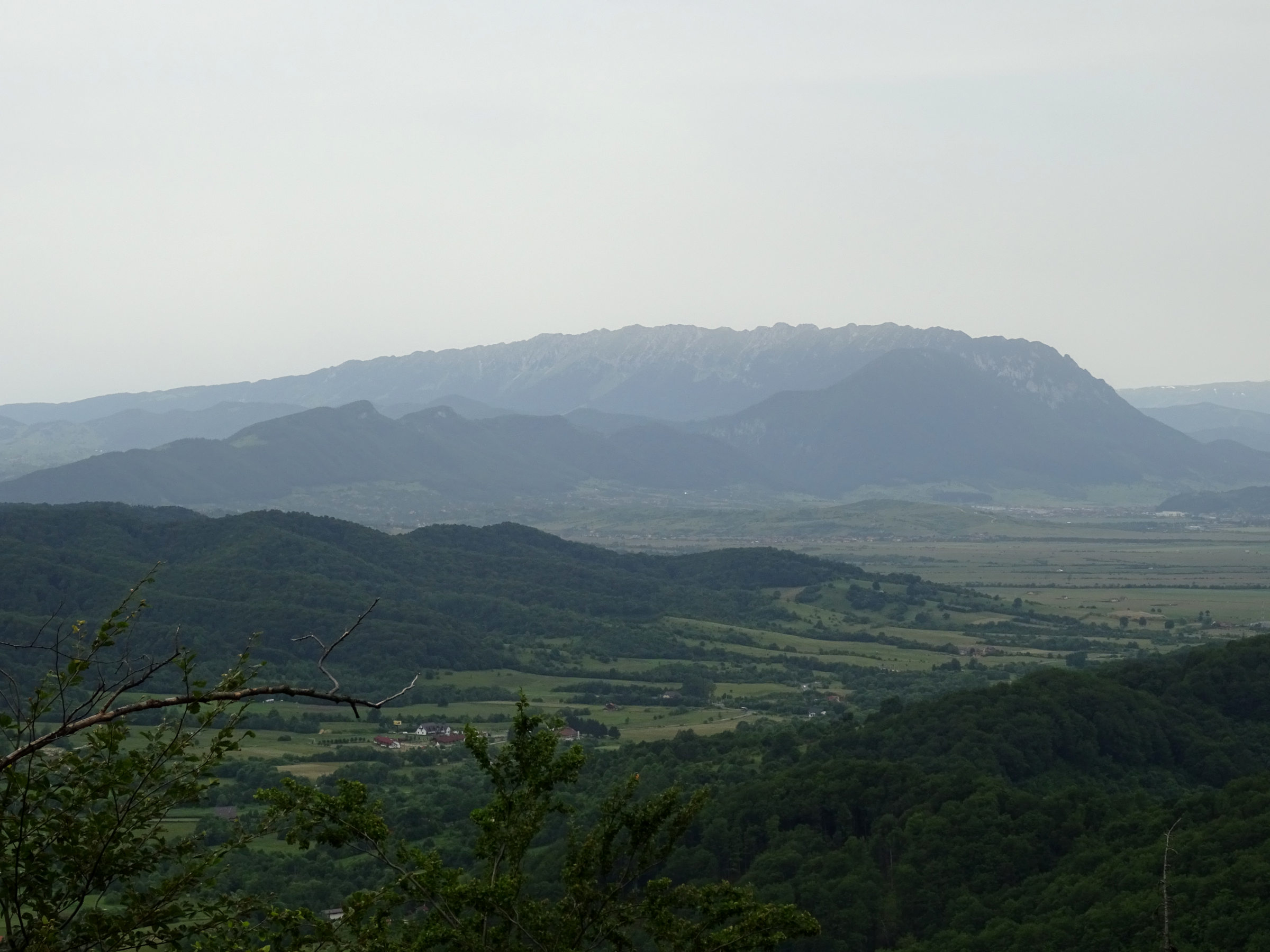
A Királykő látványa az Arany-lik közeléből